# Arianta hessei
Arianta hessei е вид охлюв от семейство Helicidae. Видът е почти застрашен от изчезване.

## Разпространение и местообитание
Разпространен е в Румъния.
Обитава скалисти райони, национални паркове, планини и възвишения.

## Описание
Популацията на вида е стабилна.